# Grande Prêmio de Dallas de 1984
Resultados do Grande Prêmio de Dallas de Fórmula 1 realizado no Fair Park em 8 de julho de 1984. Nona etapa do campeonato, foi vencido pelo finlandês Keke Rosberg, da Williams-Honda, com René Arnoux em segundo pela Ferrari e Elio de Angelis em terceiro pela Lotus-Renault.

## Resumo
Nesta prova, na reta de chegada e faltando poucos metros da linha de chegada, o câmbio da Lotus de Mansell quebrou-se; no desespero, ele tentou empurrá-la até a linha final para garantir o quarto lugar, mas não aguentou e desmaiou, batendo com a cabeça na roda dianteira direita. Ele foi atendido e em seguida teve que ser levado imediatamente ao hospital. Mesmo assim, ainda terminou em 6º lugar, garantindo um ponto, graças às três voltas de desvantagem de Corrado Fabi (irmão mais novo de Teo Fabi), então piloto da Brabham.
Corrida prevista para ter 78 voltas, foi encerrada onze giros antes do fim após atingir o limite de duas horas e assinalou a primeira vitória de um motor Honda na categoria desde John Surtees no Grande Prêmio da Itália de 1967 quando a montadora em questão possuía sua própria equipe.

## Classificação

### Treinos oficiais
| Pos.    | N.º | Piloto             | Construtor          | Q1       | Q2       | Grid     |
| ------- | --- | ------------------ | ------------------- | -------- | -------- | -------- |
| 1       | 12  | Nigel Mansell      | Lotus-Renault       | 1:37.041 | s/ tempo | —        |
| 2       | 11  | Elio de Angelis    | Lotus-Renault       | 1:37.635 | s/ tempo | + 0.594  |
| 3       | 16  | Derek Warwick      | Renault             | 1:38.285 | 1:37.708 | + 0.667  |
| 4       | 28  | René Arnoux        | Ferrari             | 1:37.785 | 1:39.633 | + 0.744  |
| 5       | 8   | Niki Lauda         | McLaren-TAG/Porsche | 1:37.987 | 1:41.835 | + 0.946  |
| 6       | 19  | Ayrton Senna       | Toleman-Hart        | 1:38.256 | s/ tempo | + 1.215  |
| 7       | 7   | Alain Prost        | McLaren-TAG/Porsche | 1:38.544 | 1:41.344 | + 1.503  |
| 8       | 6   | Keke Rosberg       | Williams-Honda      | 1:38.767 | 1:39.438 | + 1.726  |
| 9       | 27  | Michele Alboreto   | Ferrari             | 1:38.793 | 1:42.005 | + 1.752  |
| 10      | 15  | Patrick Tambay     | Renault             | 1:38.907 | 1:40.790 | + 1.866  |
| 11      | 2   | Corrado Fabi       | Brabham-BMW         | 1:38.960 | 1:41.097 | + 1.919  |
| 12      | 1   | Nelson Piquet      | Brabham-BMW         | 1:39.439 | 1:39.630 | + 2.398  |
| 13      | 14  | Manfred Winkelhock | ATS-BMW             | 1:39.860 | 1:40.289 | + 2.189  |
| 14      | 23  | Eddie Cheever      | Alfa Romeo          | 1:39.911 | 1:40.773 | + 2.870  |
| 15      | 20  | Johnny Cecotto     | Toleman-Hart        | 1:40.027 | s/ tempo | + 2.986  |
| 16      | 26  | Andrea de Cesaris  | Ligier-Renault      | 1:40.095 | 1:41.464 | + 3.054  |
| 17      | 4   | Stefan Bellof      | Tyrrell-Ford        | 1:40.336 | 1:41.680 | + 3.295  |
| 18      | 24  | Piercarlo Ghinzani | Osella-Alfa Romeo   | 1:41.176 | 1:42.439 | + 4.135  |
| 19      | 25  | François Hesnault  | Ligier-Renault      | 1:41.303 | s/ tempo | + 4.262  |
| 20      | 18  | Thierry Boutsen    | Arrows-BMW          | 1:41.840 | 1:41.318 | + 4.277  |
| 21      | 22  | Riccardo Patrese   | Alfa Romeo          | 1:41.328 | 1:50.277 | + 4.287  |
| 22      | 17  | Marc Surer         | Arrows-BMW          | 1:44.503 | 1:42.592 | + 5.551  |
| 23      | 21  | Huub Rothengatter  | Spirit-Hart         | 1:43.084 | 1:43.735 | + 6.043  |
| 24      | 9   | Philippe Alliot    | RAM-Hart            | 1:43.222 | s/ tempo | + 6.181  |
| 25      | 5   | Jacques Laffite    | Williams-Honda      | 1:43.304 | 1:46.257 | + 6.263  |
| 26      | 10  | Jonathan Palmer    | RAM-Hart            | 1:44.676 | 1:47.566 | + 7.635  |
| DNQ     | 3   | Martin Brundle     | Tyrrell-Ford        | 2:31.960 | s/ tempo | + 54.919 |
| Fontes: |     |                    |                     |          |          |          |

### Corrida
| Pos.    | Nº | Piloto             | Construtor          | Voltas | Tempo/Diferença             | Grid | Pontos           |
| ------- | -- | ------------------ | ------------------- | ------ | --------------------------- | ---- | ---------------- |
| 1       | 6  | Keke Rosberg       | Williams-Honda      | 67     | 2:01:22.617                 | 8    | 9                |
| 2       | 28 | René Arnoux        | Ferrari             | 67     | + 22.464                    | 4    | 6                |
| 3       | 11 | Elio de Angelis    | Lotus-Renault       | 66     | + 1 volta                   | 2    | 4                |
| 4       | 5  | Jacques Laffite    | Williams-Honda      | 65     | + 2 voltas                  | 25   | 3                |
| 5       | 24 | Piercarlo Ghinzani | Osella-Alfa Romeo   | 65     | + 2 voltas                  | 18   | 2                |
| 6       | 12 | Nigel Mansell      | Lotus-Renault       | 64     | Câmbio                      | 1    | 1                |
| 7       | 2  | Corrado Fabi       | Brabham-BMW         | 64     | + 3 voltas                  | 11   |                  |
| 8       | 14 | Manfred Winkelhock | ATS-BMW             | 64     | + 3 voltas                  | 13   |                  |
| Ret     | 8  | Niki Lauda         | McLaren-TAG/Porsche | 60     | Acidente                    | 5    |                  |
| Ret     | 7  | Alain Prost        | McLaren-TAG/Porsche | 56     | Acidente                    | 7    |                  |
| Ret     | 18 | Thierry Boutsen    | Arrows-BMW          | 55     | Acidente                    | 20   |                  |
| Ret     | 27 | Michele Alboreto   | Ferrari             | 54     | Rodou                       | 9    |                  |
| Ret     | 19 | Ayrton Senna       | Toleman-Hart        | 47     | Embreagem                   | 6    |                  |
| Ret     | 10 | Jonathan Palmer    | RAM-Hart            | 46     | Pane elétrica               | 26   |                  |
| Ret     | 1  | Nelson Piquet      | Brabham-BMW         | 45     | Acidente                    | 12   |                  |
| Ret     | 15 | Patrick Tambay     | Renault             | 25     | Acidente                    | 10   |                  |
| Ret     | 20 | Johnny Cecotto     | Toleman-Hart        | 25     | Acidente                    | 15   |                  |
| Ret     | 26 | Andrea de Cesaris  | Ligier-Renault      | 15     | Acidente                    | 16   |                  |
| Ret     | 21 | Huub Rothengatter  | Spirit-Hart         | 15     | Vazamento de combustível    | 23   |                  |
| Ret     | 22 | Riccardo Patrese   | Alfa Romeo          | 12     | Acidente                    | 21   |                  |
| Ret     | 16 | Derek Warwick      | Renault             | 10     | Rodou                       | 3    |                  |
| DSQ     | 4  | Stefan Bellof      | Tyrrell-Ford        | 9      | Acidente                    | 17   | [ 8 ] [ nota 1 ] |
| Ret     | 23 | Eddie Cheever      | Alfa Romeo          | 8      | Acidente                    | 14   |                  |
| Ret     | 25 | François Hesnault  | Ligier-Renault      | 0      | Acidente                    | 19   |                  |
| Ret     | 17 | Marc Surer         | Arrows-BMW          | 0      | Acidente                    | 22   |                  |
| DNS     | 9  | Philippe Alliot    | RAM-Hart            |        | Acidente                    | 24   |                  |
| DNQ     | 3  | Martin Brundle     | Tyrrell-Ford        |        | Acidente durante os treinos |      | [ 8 ] [ nota 1 ] |
| Fontes: |    |                    |                     |        |                             |      |                  |

## Tabela do campeonato após a corrida
| Pos.    | Piloto          | Pontos |
| ------- | --------------- | ------ |
| 1       | Alain Prost     | 34,5   |
| 2       | Niki Lauda      | 24     |
| 3       | Elio de Angelis | 23,5   |
| 5       | René Arnoux     | 22,5   |
| 5       | Keke Rosberg    | 20     |
| Fontes: |                 |        |

| Pos.    | Construtor          | Pontos |
| ------- | ------------------- | ------ |
| 1       | McLaren-TAG/Porsche | 58,5   |
| 2       | Ferrari             | 31,5   |
| 3       | Lotus-Renault       | 29,5   |
| 4       | Williams-Honda      | 24     |
| 5       | Brabham-BMW         | 21     |
| Fontes: |                     |        |

- Nota: Somente as primeiras cinco posições estão listadas. Entre 1981 e 1990 cada piloto podia computar onze resultados válidos por temporada não havendo descartes no mundial de construtores.